# Будки (Черкасская область)
Будки (укр. Будки) — село в Смелянском районе Черкасской области Украины.
Почтовый индекс — 20761. Телефонный код — 4733.

## Население
Население по переписи 2001 года составляло 1423 человека.

### Языковой состав
Родной язык населения по данным переписи 2001 года:
| Язык       | Численность, чел. | Доля     |
| ---------- | ----------------- | -------- |
| Украинский | 1 391             | 97,75 %  |
| Русский    | 32                | 2,25 %   |
| Итого      | 1 423             | 100,00 % |

## Местный совет
20724, Черкасская обл., Смелянский р-н, с. Константиновка, ул. Ленина, 169а